# Everyone Is Everybody Else
Albums de Barclay James Harvest
Baby James Harvest
(1972) Barclay James Harvest Live
(1974)
Everyone Is Everybody Else, sorti en 1974, est le cinquième album du groupe de rock progressif britannique Barclay James Harvest.
Le titre de l'album est extrait des paroles du dernier morceau, For No One.
« Bien que Everyone Is Everybody Else n'ait pas cartonné à sa sortie, il a préparé le terrain pour le succès commercial relatif que le groupe allait connaître dans la seconde moitié de la décennie, en particulier en Europe continentale ».

## Historique
Everyone Is Everybody Else est le cinquième album de Barclay James Harvest si l'on exclut du décompte la compilation Early Morning Onwards.
L'album est enregistré en avril 1974 par Rufus Cartright aux studios d'enregistrement Olympic, à Barnes, dans la banlieue de Londres au Royaume-Uni,,.
Produit par Rodger Bain, il est publié en disque vinyle long play (LP) en juin 1974 sur le label Polydor sous la référence 2383 286,,. La photographie qui en orne la couverture est l'œuvre d'Alexander Agor,.
L'album est réédité en LP en 1983 et 1989 par Polydor, puis en CD de 1987 à 2016 par le label Polydor, ainsi que par Esoteric Recordings, un label britannique fondé en 2007 par Mark Powell, un journaliste musical et producteur anglais spécialisé dans les rééditions,,.

## Accueil critique
Colin Larkin, dans son ouvrage The Encyclopedia of Popular Music paru en 2007, attribue 5 étoiles à l'album Everyone Is Everybody Else.
Larkin souligne que « La fortune semblait prête à changer lorsqu'ils quittèrent Harvest Records et signèrent avec Polydor Records en 1974, avec la sortie de Everyone Is Everybody Else. La raison pour laquelle cet album n'a pas atteint les charts est l'un des mystères du rock car il contenait de nombreuses chansons exceptionnelles. Les belles harmonies de Poor Boy Blues, associées à leur tour de force (en français dans le texte) For No One, sont deux raisons qui, à elles seules, expliquent pourquoi l'album aurait dû être un grand succès ». On notera que Larkin n'attribuait précédemment que 4 étoiles à l'album dans The Virgin Encyclopedia of 70s Music en 2002.
Le site AllMusic attribue 4 étoiles à l'album. Le critique musical Bruce Eder d'AllMusic est très élogieux : « Le premier album du groupe pour Polydor se situe plusieurs niveaux au-dessus de leur travail pour EMI. La plupart des influences de l'ère psychédélique sont ici adoucies et élargies, et transmutées en quelque chose de plus lourd et plus sérieux, même si les harmonies à la façon des Beatles restent intactes. Les guitares sonnent vraiment lourd, presque plus grandes que la vie ici, tandis que les sons gonflés du Mellotron et du synthétiseur donnent à la musique la sensation d'un orchestre. Cette fois, le groupe avait également maîtrisé la technique de Pink Floyd qui consiste à jouer de jolis morceaux très lentement, ce qui leur donnait un son incroyablement profond. John Lees livre de superbes performances virtuoses à la guitare sur Paper Wings et For No One. Le magnifique Poor Boy Blues de Les Holroyd sonne plus Crosby, Stills & Nash que ne le faisait ce groupe à l'époque ».
Cesare Rizzi, dans son Enciclopedia della musica rock: 1970-1979 parue en 1998, souligne que Everyone Is Everybody Else est un des meilleurs albums du catalogue de Barclay James Harvest et qu'il est « riche en chansons réussies et captivantes, avec un développement mélodique linéaire ».
Pour Stephen Lambe, dans son ouvrage Citizens of Hope and Glory: The Story of Progressive Rock de 2012, « cet album représente tous les groupes qui se sont inspirés du rock progressif en termes d'instrumentation et de prouesses instrumentales, tout en s'en tenant à une structure de chansons assez rigide. Barclay James Harvest est similaire aux Moody Blues (avec lesquels ils ont parfois été comparés de manière défavorable) en ceci qu'un sens de la grandeur a été appliqué à des chansons pop-rock bien construites. Je ne trouve que très peu de rock progressif dans Everyone Is Everybody Else qui, dans des chansons comme Mill Boys, semble devoir autant à l'écriture narrative intense de Neil Young qu'à quoi que ce soit de Yes ou de Genesis. Mais l'album est magnifiquement construit et le travail au mellotron est délicieux ».

## Titres

### Face 1
1. Child of the Universe
2. Negative Earth
3. Paper Wings
4. The Great 1974 Mining Disaster

### Face 2
1. Crazy City
2. See Me See You
3. Poor Boy Blues
4. Mill Boys
5. For No One

## Musiciens
- John Lees : chant, guitare
- Les Holroyd : chant, guitare basse, guitare acoustique, guitare rythmique
- Stuart John Wolstenholme (dit Wooly ou Woolly Wolstenholme) : claviers[Notes 1]
- Mel Pritchard : batterie, percussions